# Спомен-комплекс на Игралишту
Спомен-комплекс на Игралишту у Власина Риду, насељеном мету на територији општине Сурдулица подигнут је у спомен палима у НОР-у. Лоциран је на обали Власинског језера, у непосредној близини спортских терена и некада уређеног кампа, са десне стране главног пута Промаја - Црна Трава.
Централно је позициониран у односу на фудбалско игралиште и окружен је боровом шумом. Састоји се од простране бине предвиђене за одржавање разноврсних манифестација и приредби. Бина је у односу на остатак терена одигнута за 70cm, у основи је димензија 11,80х15,15m. Приступ бини преко степеништа обезбеђен је са северне бочне стране, док се на источној, дужој страни налази централно постављена зидна маса, обрађена у каскадама, са висинама каскада које се смањују ка споља, ка северу и југу. 
На крајњим тачкама зида налазе се по три постамента за бисте, димензија 40х40cm у основи и висине 165cm. Бисте се више не налазе на постаментима. На северној страни се налазе плочице са именима: Ратко Павловић Ћићко (1913—1943) и Мето Барјактари (1916—1943). На постаметима су такође биле постављене бисте народних хероја: Христијана Тодоровског Карпоша, и Рамиза Садикуа.
Спомен-комплекс и непосредно окружење се налазе у стању евидентне занемарености. Интервенције новијег датума изведене су неадекватне и неодговарајућим материјалима.